# Ambivalens
En følelse af ambivalens opstår når man samtidig har to modstridende følelser eller holdninger.
Ved ambivalens vil man have svært ved at træffe beslutninger, idet alle løsninger synes lige gode eller lige dårlige. 

Udtrykket er af latin ambi("begge sider") og valens("værdi") 

Hamlets monolog "at være eller ikke at være" er et meget stærkt eksempel på ambivalens i litteraturen
Kort sagt betyder "ambivalens" at man føler to modstridende ting på samme tid. F.eks. hvis man både elsker og hader en person.
Et moderne udtryk som love/hate relationship (på dansk: had-/kærlighedsforhold) er et eksempel på definitionen af ambivalens.
Et metaforisk udtryk som bittersød bruges også til ar beskrive følelsen.
| Psi | Spire Denne artikel om psykologi er en spire som bør udbygges. Du er velkommen til at hjælpe Wikipedia ved at udvide den. |